# 苏联占领比萨拉比亚和北布科维纳
苏联占领比萨拉比亚和北布科维纳始于1940年6月22日法国被德国占领后，6月26日，苏联向罗马尼亚发出最后通牒，迫使罗马尼亚割让了比萨拉比亚、北布科维纳地区以及赫尔扎地区，该地区自1918年俄国内战以来为罗马尼亚所有，面积5万平方公里，人口378万。6月28日苏联出兵占领。8月2日摩尔达维亚苏维埃社会主义自治共和国撤销，原自治共和国最西边的6个区与比萨拉比亚6个完整的县和3个小部分的县组建成摩尔达维亚苏维埃社会主义共和国。一年后，1941年6月，苏德战争期间，德国将这一地区归还了罗马尼亚，1944年，苏联重新占领摩尔达维亚。